# Abdelkader Rahim
Abdelkader Rahim (Saint-Dizier, 12 de julio de 1990) es un jugador de balonmano argelino que juega de central o lateral derecho. Fue un componente de la selección de balonmano de Argelia.
Con la selección ha logrado la medalla de oro en el Campeonato Africano de Balonmano Masculino de 2014 y la medalla de plata en el Campeonato Africano de Balonmano Masculino de 2012.

## Palmarés internacional
| Campeonato Africano | Campeonato Africano | Campeonato Africano | Campeonato Africano |
| Año                 | Lugar               | Medalla             |                     |
| ------------------- | ------------------- | ------------------- | ------------------- |
| 2012                | Argelia             | Medalla de plata    |                     |
| 2014                | Marruecos           | Medalla de oro      |                     |

## Clubes
- Nancy ASPTT HB (2008-2013)
- USAM Nîmes (2013-2015)
- Istres OPH (2015-2016)
- Sélestat Alsace HB (2016-2018)[2]
- Dunkerque HGL (2018-2022)
- Al-Ahli Dubai (2022-2023)